# Seksualnost
Seksualnost je skup osjećaja, ponašanja, stavova, vrijednosti koji se dovode u vezu sa seksualnom željom i identitetom, to jest postojanjem svakog ljudskog bića kao spolnog i rodnog, te seksualnog. Kao integralni dio ljudskog razvoja kroz sve faze života, seksualnost uključuje fizičke, psihološke i društvene komponente.

## Vanjske poveznice
- Seksualna Edukacija Online
- Teen STAR